# Appletree
Appletree är en by i civil parish Aston le Walls, i distriktet West Northamptonshire, i grevskapet Northamptonshire, i England. Byn är belägen 15 km från Daventry. Appletree var en civil parish från 1866 till 1935 då den blev en del av Aston le Walls. Civil parish hade 92 invånare år 1931.